# Phat kaphrao
Phat kaphrao (thailändisch ผัดกะเพรา [pʰàt kā.pʰrāw], deutsch ‚gebratenes heiliges Basilikum‘; auch pad krapow oder Pad Kra Pao geschrieben, ist eines der populärsten à-la-carte-Gerichte der thailändischen Küche.

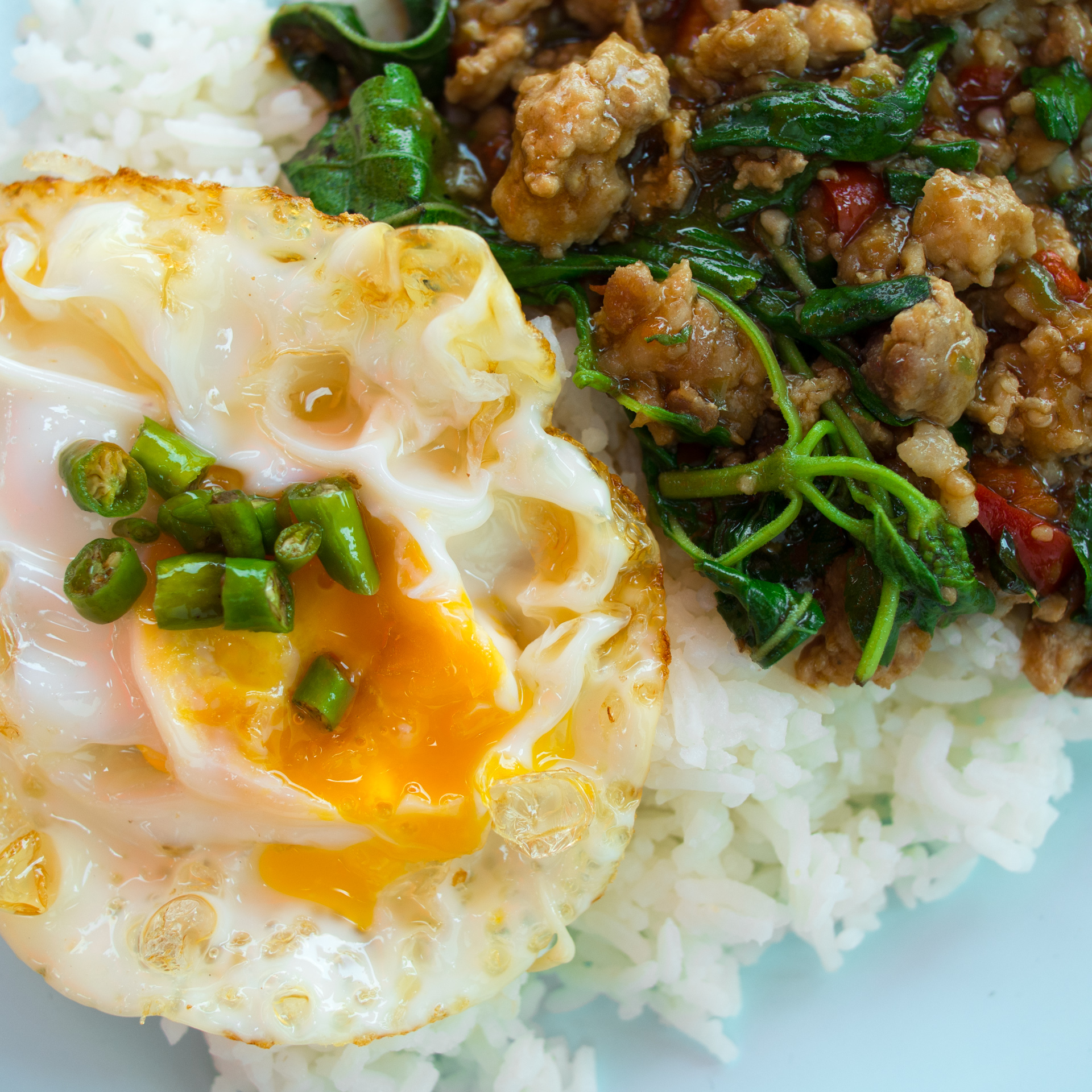
Phat kaphrao mu sap mit Reis und Spiegelei

## Geschichte
Einigen Berichten zufolge war Phat kaphrao Teil der Kulturellen Reform von Ministerpräsident und Feldmarschall Plaek Phibunsongkhram während des Zweiten Weltkriegs.
Sowohl Phat kaphrao als auch Phat Thai sind beliebte Gerichte bei Garküchen und auf vielen Märkten.
Phat kaphrao wurde durch stir frying inspiriert, eine Kochtechnik der chinesischen Küche, ähnlich dem Sautieren.
Phat Kaphrao ist ein perfektes Beispiel für ausgewogene Aromen einschließlich süß, salzig und pikant in der Thailändischen Küche.

## Zutaten
Phat kaphrao besteht aus Fleisch, etwa Schweinefleisch, Hühnerfleisch, Rindfleisch oder Meeresfrüchten, gebraten mit Indischem Basilikum und Knoblauch. Es wird mit Reis serviert und garniert (optional) mit einem Spiegelei oder khai dao (thailändisch ไข่ดาว). Die Hauptgewürze sind Sojasauce, Thailändische Fischsauce, Austernsauce (optional), Rohrzucker und Bird’s eye chili.
Über die Zeit hat sich Phat kaphrao durch Zugabe anderer Zutaten weiterentwickelt, z. B. Chinesische Tausendjährige Eier und lokales thailändisches Gemüse wie Spargelbohnen, Baby-Maiskolben, Zwiebeln, Karotten, Augenbohnen, banana peppers, Pilze, Chinesischer Brokkoli oder Bambussprossen.

## Varianten
- Phat kaphrao kai (ผัดกะเพราไก่) – Gebratener Basilikum mit Hühnerfleisch
- Phat kaphrao mu (ผัดกะเพราหมู) – Gebratener Basilikum mit Schweinefleisch
- Phat kaphrao mu sap (ผัดกะเพราหมูสับ) – Gebratener Basilikum mit Schweinehack
- Phat kaphrao tap mu (ผัดกะเพราตับหมู) – Gebratener Basilikum mit Schweineleber
- Phat kaphrao mu krop (ผัดกะเพราหมูกรอบ) – Gebratener Basilikum mit knusprigen Schweinebauch
- Phat kaphrao nuea (ผัดกะเพราเนื้อ) – Gebratener Basilikum mit Rindfleisch
- Phat kaphrao nuea sap (ผัดกะเพราเนื้อสับ) – Gebratener Basilikum mit Rinderhack
- Phat kaphrao lukchin (ผัดกะเพราลูกชิ้น) – Gebratener Basilikum mit Fleischbällchen
- Phat kaphrao kung (ผัดกะเพรากุ้ง) – Gebratener Basilikum mit Krabben
- Phat kaphrao pla muek (ผัดกะเพราปลาหมึก) – Gebratener Basilikum mit Tintenfisch
- Phat kaphrao ruam mit (ผัดกะเพรารวมมิตร) – Gebratener Basilikum mit Fleisch und Meeresfrüchten
- Phat kaphrao ruam mit thale (ผัดกะเพรารวมมิตรทะเล) – Gebratener Basilikum mit Meeresfrüchten
- Phat kaphrao khai yiao ma (ผัดกะเพราไข่เยี่ยวม้า) – Gebratener Basilikum mit Chinesischen Tausendjährigen Eiern
- Phat kaphrao het (ผัดกะเพราเห็ด) – Gebratener Basilikum mit Pilzen